# Bulbophyllum citricolor
Bulbophyllum citricolor là một loài phong lan thuộc chi Bulbophyllum.